# كورتانا (هيلو)
كورتانا هي شخصية ذكاء اصطناعي في سلسلة هيلو، أدت صوتها ممثلة الصوت الأمريكية جين تايلور. ظهرت في هيلو: كومبات إفولفد وتكملتها هيلو 2 وهيلو 3 وهيلو 4، وظهرت في المقطع السينمائي الأخير في هيلو: ريتش بالإضافة إلى عدة روايات وقصص مصورة ضمن السلسلة. أثناء اللعب تعطي كورتانا بعض المعلومات التكتيكية للاعب (ماستر شيف) بالإضافة إلى الخلفية الدرامية.